# 黑骸
《黑骸》。是由P.A.WORKS原創製作的日本電視動畫作品，於2016年4月7日至9月29日首播。

## 概要
2015年12月7日由P.A.WORKS在Twitter的公式官網與本作品的官方網站公開，為P.A.WORKS創社15週年的紀念作品。
2015年12月21日在「P.A.WORKS 15週年展」上正式發表，并公開主視覺圖和首波宣傳短片，片中發表主要人物的配音員及主要製作人員。
2016年2月8日在「ニコニコ生放送〜推して参る！〜第一回」上，公開了角色PV及配音員、劇情概要和製作人員。
導演是曾執導過《DARKER THAN BLACK系列》《青之驅魔師》的岡村天齋、劇本統籌為《Another》的檜垣亮、人物設定由《Another》、《來自風平浪靜的明天》的石井百合子擔任。
本作是第4部P.A.WORKS以自家社址富山縣為舞台的作品，黑部水壩、立山連峰、新湊大橋、富山縣廳、富山市公所、北日本新聞社等當地景點及辦公大樓也會在劇中出現。
2016年5月5日在Twitter專頁宣佈動畫會播放兩個季度，共26話。

## 故事介紹
一名古代的武士青馬劍之介時貞，在長年的沉睡後甦醒於現代。他在過去所駕駛的機體，則被聯合國作為古代人造物進行研究，並開發出了同樣尺寸的大型機械人。而在過去曾與青馬劍之介時貞戰鬥過的「鬼」，也從宇宙再次來到了地球。

## 登場角色

### 主要人物
青馬劍之介時貞（聲：阿座上洋平）
本作主角。18岁。天文十四年四月三日(1545年5月13日)出生。黑骸的駕駛者。
古代日本的武者，為450年前鷲羽家的家臣，當時為了守護鷲羽家公主雪姬而與鬼戰鬥，但因不明事件而被封於黑骸的駕駛艙內長達數百年。直至鬼重新攻擊地球，而被由希奈意外開啟駕駛艙才能重見天日，並一度誤認由希奈是公主。
後來於不用戰鬥時暫住在白羽家，並入讀立山国际高中。
本打算在驅逐鬼之後選擇自盡去跟隨鷲羽家的故人，直到被由希奈斥責後決定以自身性命保護由希奈而戰。
在動畫第24集向由希奈告白，要由希奈做他的妻子。
動畫第26集，劍之介等人決定重新啟動樞石前往戰場，遭到研究所的人員制止，在由希奈等人幫助下前去與艾菲德爾克，並與由希奈約定，等她一同過去。
白羽由希奈（聲：M・A・O）
立山国际高中的2年级生。和相当忙碌的担任研究所长的母亲相比，是个很悠闲的人。溫熱地形的狂熱愛好者。
在鬼攻擊地球時意外開啟黑骸的駕駛艙，並被劍之介誤認是公主。其後被劍之介強行帶上黑骸的駕駛艙並鎖定駕駛者身份，並在無接受操作教學的情況下懂得黑骸的雷達運作，成為黑骸的領航員。(與艾菲德爾克的Gezonreko隊成員之一穆艾塔DNA相同，因穆艾塔為鷲羽一族雪姬公主的克隆人，所以由希奈、小春應該是450年前鷲羽家倖存者的後代)
一度對駕駛黑骸戰鬥沒有太多實際的感覺，直到與黃蟹死戰後感覺到接近死亡的恐怖和殺人的厭惡感而覺得苦惱，因此離家出走時偶然發現了父親的筆記知道了父親的想法，於是覺醒，並要求劍之介不得尋死後重回戰鬥崗位。
在被佛斯納尼抓為人質並為劍之介所救後，為了能保護自己而在暑假期間接受湯姆擔任教官領導的軍事訓練，雖然過程困苦卻未抱怨半句。
在動畫第24集被劍之介告白要她做劍之介的妻子，從本人的回答似乎是非常願意的。
在動畫第26集，決定與劍之介一同奔向宇宙戰場，在最後因為研究所的戰鬥人員干擾下，無法趕到樞石與支會和，但與劍之介約定未來要過去找他，之後時間過去五年，由於澤魯所留下的資料幫助，地球的科技水準提升迅速，同時研究所決議派遣人員前往宇宙探視，而剛從國防大學畢業得由希奈也被選為宇宙船的一員。

### 黑部研究所
白羽洋海（聲：東條加那子）
由希奈和小春的母亲。研究所所长，开发中的重力制御验证实验机GAUS的设计责任人。不称职的家长，母亲力很低，在生活細節上非常粗心大意。
格拉罕（聲：小西克幸）
黑部研究所守卫队队长。认真且没有出人头地欲望的英国陆军少校。
湯姆·博登（聲：木村良平）
31岁。GAUS1号机的測试駕駛员。出口成脏。
在戰鬥時總是奮勇向前，但絕非有勇無謀的類型。認為戰鬥是大人的事，而不反對蘇菲回國的事。
由希奈被抓時曾請求格拉罕出動去救人，可見他很看重同伴。
在艾菲德爾克母艦降落時，以GAUS1號機拼命的與數量眾多的無頭交戰而精疲力盡，最後被黑骸強制帶離。
於24話突破防衛線，並在澤魯的協助下與Lion（LONGARM）締結契約後參與戰鬥。
劉神美（聲：植田光）
27岁。GAUS1号机的測试領航員。非常沉默。
在艾菲德爾克母艦降落時，以GAUS3號機和伊姆薩的岩首交手，機體因此重創並在最後關頭用逃生裝置逃過伊姆薩的最後一擊。
賽巴斯汀（聲：楠大典）
38岁。本名是「茂住 敏幸（もずみと しゆき）」，GAUS2号机的測试領航員。是位精通近戰格鬥的達人。同時也是蘇菲的管家。
與蘇菲一同出擊時會冷靜的分析現況，並提供實用的意見。
知識與教養都有極高的水準，並有著日本高中教師的授課資格，因此被武隈老師請託在暑期訓練期間教導劍之介與由希奈的課業。
因為蘇菲被下令不準出戰的緣故而感到失落，但在得知研究所第一時間連絡不上蘇菲時立即振作趕往蘇菲的住處。
在艾菲德爾克母艦降落時，以GAUS2號機和米拉薩的蜘蛛交手，機體因此受創並受傷。之後為了阻止米拉薩襲擊蘇菲等人用來逃亡的車輛而採用特攻方式抓住蜘蛛，用殘餘的炸藥自爆後，在爆炸前逃離了機體，於24話再度登場。
在動畫第26集中的五年後由於澤魯所留下的資料幫助，地球的科技水平提升迅速，同時研究所決議派遣人員前往宇宙探視，並和蘇菲·諾艾爾也被選為宇宙船的一員。
荒俣稔（聲：卷島康一）
黑部研究所的首席研究员。固体物理学和地质学的权威，“Artifact”的发掘责任者。
次郎（聲：手塚弘道）
黑部研究所调查部的研究员。电子工学博士，“Artifact”解析班。
波拉（聲：佐藤利奈）
黑部研究所开发部的研究员。材料工学博士，“Artifact”技术转移班。
麗塔（聲：Lynn）
守備隊司令室的操作人员。
貝絲（聲：木村珠莉）
守備隊司令室的操作人员。
豪森（聲：内田夕夜）
解剖学、生化学的权威。对研究对象表示异样的执着。

### 聯合國
聯合國秘書長（聲：宮澤清子）
聯合國的代表。黑人女性，並不打算把Artifact（黑骸）交給艾菲德爾克，並全權委任黑部研究所運用Artifact。
凱麗·達諾姆（聲：本田貴子）
隸屬聯合國外星生命體研究所的女性。在研究所內對劍之介與被俘虜的佛斯納尼進行詢問。佛斯納尼脫逃時曾要求所方要活抓。對劍之介有所懷疑，並決定要加強監視對方。佛斯納尼死後的遺體也被他們給回收。
希斯·金格斯雷（聲：田中進太郎）
與凱麗為同事的男性，和她一同來到黑部研究所。佛斯納尼脫逃事件後，與凱麗一起加強了對劍之介的監視。

### 立山國際高中
蘇菲·諾艾爾（聲：上田麗奈）
来自法國的留学生，與由希奈同班。信奉武士道，看似身材小巧却是柔道健将，與劍之介稍有摩擦，在「立高祭」後則有所改善。操纵机器人的天才，担任着研究所的GAUS2号机的測试駕駛员。
因為駕駛GAUS和艾菲德爾克交戰的消息被家人得知，而勒令她退學回到法國之事感到苦惱，但在看到劍之介不惜放走潛入研究所的穆艾塔後，認為不能放棄同伴而決意留下。
之後因父母向研究所方的請託，被格拉罕要求回到住所保護好自己，因此和來到家中的「鬼（澤魯）」相遇，並得知了澤魯與艾菲德爾克的關係和後者的目的。之後將澤魯留下的USB隨身碟交付給格拉罕，並目送賽巴斯汀駕駛GAUS二號機出擊。救出負傷的穆艾塔並逃離時，目睹了賽巴斯汀為了保護眾人而自爆的一幕。
在最後決戰中應格拉罕的要求回歸戰線，駕駛GAUS1號機出戰。於戰場上發現賽巴斯汀未死而高興落淚，其後提案用Mass Driver協助黑骸擊破了約魯巴的青鳥，並在和萊斐爾的食人魔交戰時牽制住了一部分攻勢。
在動畫第26集中的五年後由於澤魯所留下的資料幫助，地球的科技水平提升迅速，同時研究所決議派遣人員前往宇宙探視，而剛從國防大學畢業的蘇菲·諾艾爾也被選為宇宙船的一員。
荻布美夏（聲：瀨戶麻沙美）
由希奈的青梅竹马、同班同学。自称“大器晚成”型。兴趣是cosplay。
在動畫第26集中的五年後成為一名記者。
赤城涼斗（聲：石川界人）
由希奈的同班同學。父亲是研究所的整备班班长。介懷劍之介與由希奈緊密來往。
在動畫第26集中的五年後成為一名自衛隊軍官。
茅原純大（聲：小林裕介）
由希奈的同班同學。对感兴趣的东西一往无前、经常随身带着照相机，父親是研究所的豪森醫生，因為父母離異，所以姓氏不同。
在動畫第26集中的五年後成為一名環遊世界的攝影師。
荷西·卡洛斯·高須賀（聲：武內駿輔）
由希奈的同班同學。西班牙和日本的混血儿，说的日语是富山方言，父亲是西班牙人，是研究所的工人。
武隈老師（聲：木内秀信）
由希奈上学的高中里的班主任。性格过度认真，说话毫无顾忌。
宇波茉莉奈（聲：杉平真奈美）
23岁。立山國際高中的保健室教師。持有提供咨询的资格，却为没有谁来找她相谈而苦恼，非常渴望有存在感。

### 由希奈的家族成員
白羽小春（聲：麻倉桃）
由希奈的妹妹，小学3年级生。和由希奈一起住在舅舅的寺里。喜欢看电视里的古装剧。好奇心旺盛，與劍之介關係良好。
在動畫第26集中的五年後升為一名國中生。
藥師和尚（聲：後藤哲夫）
由希奈和小春的舅舅，同為白羽洋海的兄長。勸慰了劍之介，並將他帶回家中。
白羽岳人（聲：大川透）
由希奈和小春的父亲。曾研究過「鬼」的傳說，在8年前突然失踪。
實為在山區找到了自己研究中的「鬼」（澤魯），並獲得了澤魯的信任成為好友，知道了艾菲德爾克將會在某日入侵的可能後決定下山去說服他人，但途中不幸遭遇山難身亡，其遺物的手錶和研究筆記最後由澤魯交還給其家人。

### 艾菲德爾克
日堂（聲：中西英樹）
艾菲德爾克的邊境矯正官。大型機動兵器「黃蟹」的駕駛者。
降落富山機場後再度與黑骸交手並被擊敗，在稱讚黑骸的駕駛員的表現後，試圖詢問他們投敵的原因，但由於自身的時間所餘無多而自爆機體，最終死亡。
佛斯納尼（聲：遊佐浩二）
艾菲德爾克的地球派遣隊的成員之一。大型機動兵器「長臂」的駕駛者，本人稱呼「長臂」為『Lion』。
第一次降落地球時在美國內華達州51區尋獲了某件物品。第二度降落至富山時與黑骸交手落敗投降被捕，事後逃亡，並挾持由希奈做人質，最後和劍之介以刀劍對決後被殺。
米拉萨（聲：山田唯菜）
艾菲德爾克的地球派遣隊的成員之一。大型機動兵器「蜘蛛」的駕駛者。
趁穆艾塔降落地球時駕駛愛機出擊，結果卻敗北受創，不得不逃到山區。但在得知穆艾塔也搭乘專用機出擊後，焦急功勞可能被搶走而再度出動，並與黑骸交手。因為與穆艾塔完全沒有配合且獨自行動，結果被聯手起來的劍之介與湯姆等人擊破蜘蛛，最後被穆艾塔救回。
為獲得穆艾塔信任而稱她為「穆艾塔姐姐」，但其實都只是演技。再次與穆艾塔降落地球後潛入黑部研究所，於遭遇劍之介時對他稱呼穆艾塔為雪姬一事而加重了對穆艾塔的不信任感，最後在脫逃時刺傷穆艾塔，並在約魯巴回收自己後謊稱穆艾塔已死亡。但因約魯巴提出要回收其遺體而感到焦慮。
於由希奈誤被當成穆艾塔給回收後大為不安，在謊言被揭穿前打算殺死由希奈，但因對方提前甦醒而失敗。之後追殺由希奈時被劍之介給阻止。
在艾菲德爾克降落母艦時加入了對研究所的攻堅，與駕駛GAUS二號機的賽巴斯汀交戰，並成功重創對方。之後打算襲擊蘇菲、穆艾塔等人乘坐的車輛時被賽巴斯汀給阻止，並被捲入其機體的自爆，不知用啥方法逃出機體，逃過死劫。
穆艾塔（聲：丰崎爱生）
艾菲德爾克的地球派遣隊的成員之一。大型機動兵器「美杜莎」的駕駛者。與劍之介的舊主「雪姬」有著同樣的面貌，從DNA檢測上發現可能與雪姬的DNA是一樣的。
私下混在從宇宙掉落的物體群裡來到富山，並趁立山國際高中舉辦學園祭時潛入，以刀刺傷了劍之介，但受到鬼的妨礙未能給予其致命一擊。之後趁劍之介被送往研究所救治時搭乘專用機出擊，並打算奪回黑骸。但之後被捲入米拉薩和GAUS的混戰，並在劍之介出擊後被他和湯姆等人的聯手弄傷了機體，最後不得以只能帶著米拉薩撤退。
原本與米拉萨再次前往地球暗中進行調查，卻遭米拉薩的背叛，而遭米拉薩刺傷，之後被劍之介捐的血所救，傷口已癒合，可能是再次進入黑骸，所以能成為黑骸的領航員，按下了某按鍵，出現當時雪姬所留下的視訊留言，穆艾塔意外的驚訝，並且猜測萊斐爾對她還有隱滿其他的真相。
回到母艦後向萊斐爾報告並詢問疑點時，因劍之介被發現而被揭穿其背叛的事實，之後駕駛美杜莎與黑骸一同逃出。
在澤魯的證言下，證明她只是雪姬的複製人，並被植入了虛假的記憶而大受打擊。事後遭到逮捕，於運送過程中因艾菲德爾克的襲擊而負傷，最後被蘇菲等人救出。之後趁他人不注意時一個人逃走，並於山區碰見遇難的由希奈而將她帶到附近的小屋避難，在述說自己對地球人印象的不同和自己混亂的境遇而落淚，被由希奈安慰後重新振作。
伊姆薩（聲：櫻井トオル）
艾菲德爾克的地球派遣隊的成員之一。大型機動兵器「岩首」的駕駛員。
個性好戰，因此曾嘲笑任務失敗而逃回母艦的穆艾塔與米拉薩。
劍之介潛入母艦時因萊斐爾之命而降落至地球，因此未在母艦上。母艦降落地球時本想挑戰黑骸，但被約魯巴和米拉薩給制止，之後與駕駛GAUS3號機的劉神美交戰，並成功擊破對方機體。
約魯巴（聲：谷山紀章）
艾菲德爾克的地球派遣隊的成員之一。大型機動兵器「青鳥」的駕駛者。特徵是時刻戴著紅色太陽眼鏡。
奉上司之命前往地球回收擅自出擊的穆艾塔與米拉薩，並在途中擊墜戰鬥機群和美軍運輸機。回收米拉薩後與趕來的黑骸交手，並透過高空戰法和自機的飛行優勢佔據上風，但因黑翼突然趕到並使黑骸獲得飛行能力而使自機受創撤退。
在由希奈誤被當成穆艾塔給回收後向萊斐爾報告了其生體資料與穆艾塔一致的訊息。在發現回收錯人後表示要直接除掉由希奈，並在黑骸與美杜莎脫離母艦時打算將兩機拋到地球重力圈外，但兩機最後被趕來的澤魯駕駛黑羽救走。
艾菲德爾克的母艦向地球降落後，再度與黑骸交手。
萊斐爾（聲：斧篤）
艾菲德爾克的地球派遣隊的成員之一。也是眾人的隊長。不打算向本隊要求援軍，而只想用自己的隊伍完成使命。
在回答以奪回黑骸為藉口向自己提出疑問的穆艾塔時發現了劍之介也跟著潛入，於是將穆艾塔認定為背叛者而打算處刑。穆艾塔等人被黑翼救出後，因伊姆薩帶回了最後的樞石而決定將母艦降落至地球好奪取鑰石。

### 其他
雪姬（聲：豐崎愛生）
劍之介效忠的對象，與他同為戰國時代的人。從敵對的「鬼」那邊奪取了黑骸（方法不明），並成為了黑骸的第一任領航員。
在與劍之介共同戰鬥時被捲入爆炸中而生死不明。在澤魯的證言下，已確認死亡。
澤魯伊加·繆德夫·威修萊（聲：宗矢樹賴）
來自射手座其中一顆星球，簡稱澤魯（ゼル，岳人因名字過長建議簡稱小名）。
在狂熱者襲擊離家出走的由希奈時，救了由希奈的穿了一身鎧甲的人。持有和劍之介同樣的刀和戴著由希奈父親－白羽岳人的手錶。
告知剛從昏迷中醒來的由希奈其父已死、要她忘記父親的訊息。事後由希奈再去尋找其下落時已連所居處一起消失無蹤。
在「立高祭」舉辦時於穆艾塔襲擊劍之介時再度登場，並救了他一命。事後劍之介回想時發現他與450年前所遭遇、擄走雪姬的鬼是同樣的外貌。在阻止穆艾塔並與她交手後又再次消失。
觀察過研究所成員後，選擇了可以冷靜與之對話的蘇菲並向她發送訊息，相約在其住所談話。在介紹過自己後，向蘇菲述說了艾菲德爾克其實是為了侵略地球，以及自己的故鄉已被艾菲德爾克毀滅的事實，表示自己是為了協助地球方和為了替同伴復仇而來。但因為自己的外貌和地球人有頗大的差異，所以只用最小程度的接觸提供技術來提升地球的科技。
劍之介奪回由希奈後再度現身，並駕駛黑羽救回險些被打入宇宙深處的黑骸和美杜莎。降落後說出了穆艾塔是雪姬複製人的事實，並於艾菲德爾克母艦降落時以黑羽和黑骸聯手對抗。

## 登場機械

### 黑部研究所
黑骸（KUROMUKURO）
於60年前的一宗隧道工程被黑部發現的人型機動兵器，与3立方米的立方体“The Cube”一同被称为Artifact，全高19.5m（棱角包含在内的情况21.9m）。目前黑部研究所进行分析工作还在继续中。
需要與駕駛艙「The Cube」結合後才能行動，主駕駛員為劍之介，駕駛艙內部是複座式，武裝為一對超振動刀，在斬擊對手時會造成其奈米機器失效而停止動作。
具有生物認證功能，只有被登錄者（現在為劍之介與由希奈）才能操縱。
原為艾菲德爾克的機動兵器，在日本戰國時代時被雪姬給搶走、使用。機體實際上是由奈米機器所構成，在機體受損後會吸收周圍物質進行修復。根據佛斯納尼的說法，需要兩人乘坐才能操縱的黑骸其實已經是「舊型」的產物。
於十七話，在高空積雨雲與青鳥苦戰時，一度和澤魯駕駛的機體合體而得到飛行能力，並獲得新武裝超震動十字槍與重力護盾。
GAUS
正式名稱為「重力衰減型直立外殻」（Gravity Attenuated Upright Shell，GAUS）。通過解析「Artifact」擁有的控制重力能力（Mass Driver）後、隸屬於黑部研究所開發部的實驗機體，全高19.4m，複座，需要駕駛員和領航員共同進行操作。
裝備包括120mm及博爾刀。第九話起採用了可伸縮式、尖端裝備爆裂物的長槍。
為了增加戰力，撤掉了原本用來實驗的部分機能，並將操作系統簡化，以實驗型AI代替領航員。這將GAUS由雙人駕駛改成單人駕駛後的版本，稱為GAUS·改。並在第十七話由美軍運輸機帶來新的組件構成第三架機體。
而最大的问题在于人类无法制造重力控制装置，只能等待由黑部发掘出的原型进行培养與製造。
GAUS1
GAUS的1號機，駕駛員和領航員分別是湯姆·博登及劉神美。識別色為綠色。第十二話時曾用來測試重力控制系統的水上步行機能。改為單座式後由湯姆單獨駕駛，21話時為了因應戰鬥而奪取了無頭的兩把超震動刀作為武器。
最終決戰時因應作戰計畫由蘇菲駕駛，並在與食人魔的戰鬥中被擊毀。
GAUS2
GAUS的2號機，駕駛員和領航員分別是蘇菲·諾艾爾及賽巴斯汀。識別色為橙色。改裝成單座式後由賽巴斯汀單獨駕駛。21話時賽巴斯汀為了阻止蜘蛛而拖著對方一起自爆。
GAUS3
GAUS的3號機，駕駛員為劉神美。識別色為藍色。由洛斯阿拉莫斯國家實驗室所設計、製造，以純軍事用途為目的而開發，基本组成还是沿袭了GAUS1，但对生命维持部分进行了装甲強化并搭載了逃生系統，而惯性控制反应更为优秀，改良了驾驶员的意识反馈。並使用回收自長臂的大型超震動刀作為武器。但最終不敵伊姆薩駕駛的岩首而大破。
Dwarf
是美國开发的小型泛用機動兵器，型号MM3A，全高3.7 m。是通过解析“Artifact”而进化的機器人工学而制作的，但控制重力功能還没实裝。而黑部研究所的守衛隊也配備此機體。
存有警备和軍用兩種规格，可选择的裝備有50口径機槍及反戰車飛彈。
GAUS搬运车
为GAUS长途运输特别制作的车辆。因此只在运送美国制造的GAUS上半身的时候用过一次。
搬运完整的大型机体还是第一次。最大载重450吨。

### 艾菲德爾克
仙人掌（CACTUS）
全高3.8m。侵略者大量投入使用的小型無人機。武器是藏在两腕内侧的超震动剑，没有控制重力和惯性的能力。
各地皆有出没，似乎会掳走人类。在21話中大量入侵黑部研究所時會使用類似蟲的小型機械對捕捉到的研究所成員進行洗腦。
無頭（HEADLESS）
全高19.6m。侵略者所使用的大型無人機，有控制重力和惯性控制的能力。武器是收納在兩肩的刀。
具有令遠距離武器無效化的防護罩「重力防盾」。但已確認可透過動能炮彈的飽和攻擊使重力防盾在短時間內進行超載運作，從而將其擊破。
黃蟹（YELLOW CRAB）
侵略者所使用的指揮官用大型機動兵器，全高19.6m。駕駛員為日堂。初期降落至地球的六台艾菲德爾克指揮官機之一。
武裝為兩把超振動刀和背後左右輔助臂上內藏的伸缩刀，具有与尺寸不相称的高功率防護罩「重力防盾」。左臂在與黑骸戰鬥時被斬斷，而左輔助臂被黑骸斬斷後改用具伸縮功能的手臂，可進行遠距離攻擊。
長臂（LONGARM）
侵略者所使用的指揮官用大型機動兵器，全高27.0m。駕駛員為佛斯納尼 → 湯姆·博登（24話）。初期降落至地球的六台艾菲德爾克指揮官機之一。
武裝為六把超振動小刀和背後一把大型超振動刀，之前曾降落在美國內華達州51區大肆破壞，並在那尋獲了某件物品後回歸母艦。
其左右特長的輔助臂宛如猴子在樹上般靈活，兼支撐機體不被重力束縛的強韌，被称之为长臂（Long Arm）。
蜘蛛（SPIDER）
侵略者所使用的指揮官用大型機動兵器，全高23米。駕駛員為米拉薩。初期降落至地球的六台艾菲德爾克指揮官機之一。
降落地点为法国的斯特拉斯堡。之后渡过莱茵河侵入德国。
武裝為一把超震动短刀和固定在左腋下的超震动小刀，脚底部还藏有短刀。
虽然有四条腿，但在两脚步行时另外两条腿会收纳在背后。由于四脚状态活动非常敏捷，由此得来的代号名为蜘蛛。
美杜莎（MEDOUSA）
侵略者所使用的指揮官用大型機動兵器，全高20米。駕駛員為穆艾塔。初期降落至地球的六台艾菲德爾克指揮官機之一。
头部固定着四把刀刃能随意动作，像蛇一样，所以被称之为美杜莎。
武裝為手上内藏者的超震动刀两把與加上头部和腰部固定的各四把一共八把展开式刀為主。之前曾降落在阿塞拜疆的巴库郊外，並在那尋獲了某件物品後回歸母艦。
青鳥（BLUE BIRD）
侵略者所使用的指揮官用大型機動兵器，全高35米，全長84米。駕駛員為約魯巴，初期降落至地球的六台艾菲德爾克指揮官機之一。
在降落到地球的六機中是唯一具有飛行功能的機體，為回收穆艾塔與米拉薩而前往富山，在擊墜四架戰鬥機後又擊傷了美軍運送GAUS組件的運輸機。回收米拉薩後將黑骸帶至高空的積雨雲中交戰，但因為黑骸突然得到飛行裝備，判斷情況不利於己後撤退。
武裝為機體中央裝備的超震動矛，與可發射的高密度刺針。在艾菲德爾克的兵器中是少有具備飛行道具來進行遠距離攻擊的機體。
岩首（ROCK HEAD）
艾菲德爾克的指揮官用大型機動兵器，全高23.8米，全長14.8米。駕駛員為伊姆薩。初期降落至地球的六台艾菲德爾克指揮官機之一。
初次降落地點為俄羅斯，俄羅斯軍方為阻止其行動而使用核彈攻擊，但只摧毀了與其一同行動的數架無頭，本機則毫髮無傷，不过之后便停止了活动被母舰回收。(预测其内部构造可能受到了一定损伤)在母艦修復後並在那尋獲「樞石」後回歸母艦。
背部有著凝結大氣中的水分，再用雷射引發水蒸氣爆炸，使其獲得強大推進力有如令機體進行瞬間移動的裝置，武裝為一對超震動拐棍。
食人魔（OGRE）
艾菲德爾克的指揮官用超大型機動兵器，全高40米，全長170米。駕駛員為萊斐爾。
雖然體型巨大，但具有飛行功能，並具有變形為格鬥戰型態的機能。
能與其他的指揮官機進行合體（初登場以倖存的岩首合體），使本身的出力增幅、武器控制和搜索敵蹤的效果都大為加強。
沒有外加式的武器，而是在手臂部位用四條有如蛇腹劍的超大型震動刀應戰。
重力加速船
艾菲德爾克所使用的宇宙船。全高1140米，全長1000米。
也是來到地球的先遣隊所使用的母艦。而包括指挥官机体在内搭载机体数共90艘。
最初被认为是颗陨石，但因为它快速进行减速并且改变了路线。一瞬间就进入了地球轨道。
目前國際太空站（ISS）已经破坏，美国计划用洲际弹道导弹（ICBM）进行反击。由于担心刺激到其他核力量国家，最终并没有进行发射。
因为装备反重力推进装置最大速度可达到亚光速，但無法進行超光速航行。具有重力控制光束和大型機體格納庫，以及用來生產複製人的工廠。

### 其他
Mass Driver
是重力子控制性发射装置。用于验证通过重力子的控制完成投射重物的实验装置。
弹射器内部有众多重力场发生装置，在发射之时将要发射的物体吸引至发射口实现发射。
从发射的物体的角度来看，就像是向着发射口“下落”一般。
GeoExpress
因为上古遗迹的发掘，有连接能让大型船舶停靠的港湾之间交通的需要，作为能够运输“巨人”的线路而开通的。
虽然结果上上古遗迹在现地进行研究，但还保留着大规模的运输能力。该线有着能够运输GAUS的特殊火车，新立山站也特殊设计为能够让大型构造物进出。
路线行程为21km。
黑羽
飞行式不明机体。由于外观特征与黑骸及其相似，被认为类属于同一技术系列的机体。
它拥有着与蓝鸟相同的巨型羽翼。由于飞行式能观测到强力的重力波。
推测其搭载由重力制御推进装置。又因其属于飞行式机体，颜色又呈全黑，因此被聯合國代号命名为“黑羽”。
利迪
是450年前作为艾菲德尔克先遣队来到地球的仙人掌，因为损伤而被放弃之后被泽鲁回收并且修理调整过。
经过对母舰的调查红色是战斗用，黄色是维修用，蓝色是用来协助情报处理。
虽然没有声音输出机能，（泽鲁的）采访过程中得知了“只要习惯了就知道它在说什么”。

## 用語

### 組織、設施
聯合國
地球方的國際組織。Artifact被發現後，為了怕日本獨佔其研究，於是由聯合國主導在日本成立黑部研究所由各國派遣人員進行研究。對「鬼（艾菲德爾克）」的情報是各國共有，對抗時則由該國軍隊獨自對應。
国际联合黑部研究所
发现遗迹后，日本政府在黑部水坝上设立的研究古文明的机构。
立山國際高中
研究所成員的小孩所讀的學校，有不少留學生。
艾菲德爾克
在450年前的日本戰國時代、和2016年的現代時出現的謎之侵略者。劍之介稱其為「鬼」。是由「母星」來到地球這裡，地球一方認為是「外星人」。450年前派出的先遣部隊因不明原因而全滅，庫隆格魯（黑骸）也被奪走。在2016年再度出現於地球衛星軌道上的母艦是其中被稱為「戈宗列格隊」的二度派遣隊，目的是回收被稱為「樞石」的物體。以大量無人機和人型機動兵器為主，艾菲德尔克将大型机体统称为“弗朗格尔”。具有相當高等的重力控制技術（像是重力護盾和能讓兵器在水面上行走），科技能力遠遠凌駕地球一方。

### 技術
Artifact
就像是歐帕茲的謎之古代物品。現在發現了「The Cube」和「黑骸」兩件物品。
The Cube
60年前發現的立方體造型Artifact，劍之介沉睡於其中。實為黑骸的駕駛艙，劍之介稱之為「馬」，可變形像車輛那樣進行浮游移動。
黑骸
60年前與The Cube一起被發現的巨人型Artifact。詳細請參考「黑骸（クロムクロ）」。
大气层突入装备
艾菲德爾克的特工突入大气层时所穿的太空服。以特殊聚合物为主要材料制成。
在衣服缝合处封有纳米材料。其他还搭载了简易的重力控制装置，可实现水面行走。
生命体搬运囊
艾菲德爾克的生命体搬运囊。将搬运的对象麻痹后用带状材料包裹全身，与外界隔绝。
密封完毕后，内部的生命维持纳米机器就会启动。将对象维持在假死状态得以保存。
已确认是仙人掌捕获地球人时使用的道具。

## 製作人員
- 原作：Snow Grouse
- 導演：岡村天齋
- 劇本統籌：檜垣亮
- 角色設定、總作畫監督：石井百合子
- 總作畫監督：西畑
- 視覺概念、機械設定：岡田有章
- 道具設定：石本剛啟
- 美術設定：兒玉陽平
- 美術監督：池信孝
- 攝影監督：若林優
- 色彩設計：水田信子
- 3D監督：春田幸佑
- 3D動畫：市川元成
- 編集：高橋步
- 音樂監督：若林和弘
- 音樂：堤博明（日语：堤博明）
- 音樂製作：波麗佳音
- 音樂製作人：高畑裕一郎
- 執行製作人：川陽子、難波秀行、武智恒雄、山田昇、尾山仁康、林千鳥
- 製作人：大島靖、岡村武真、福田順、清水美佳、金子廣孝、林俊安、堀川憲司
- 線上製作人：相馬紹二
- 企劃製片：永谷敬之
- 動畫製作：P.A.WORKS
- 動畫製作：「KUROMUKURO」製作委員會

## 主題曲
片頭曲
（第2話－第13話）
作詞、作曲：HISASHI，編曲：GLAY&SEIJI KAMEDA，主唱：GLAY
第1話當作片尾曲使用。
（第14話－第26話）
作詞、作曲：HISASHI，編曲：GLAY&SEIJI KAMEDA，主唱：GLAY
片尾曲
（第2話－第13話）
作詞：RUCCA，作曲：藤田淳平，編曲：岩橋星實，主唱：MICHI
（第14話－第26話）
作詞：大石昌良，作曲：金廣真悟，編曲：eba，主唱：和島亞美

## 各話列表
| 話數       | 日文標題 | 中文標題             | 劇本     | 分鏡            | 演出                                | 作畫監督                                                        | 總作畫監督      |
| ---------- | -------- | -------------------- | -------- | --------------- | ----------------------------------- | --------------------------------------------------------------- | --------------- |
| 第一話     |          | 降鬼之空             | 檜垣亮   | 岡村天齋        | 許琮                                | 石井百合子 西畑                                                 | 石井百合子      |
| 第二話     |          | 黑骸覺醒             | 檜垣亮   | 岡村天齋        | 岡村天齋                            | 宮川智惠子 伊藤依織子                                           | 石井百合子      |
| 第三話     |          | 故城之時不還         | 檜垣亮   | 許琮            | 許琮                                | 川面恒介                                                        | 石井百合子      |
| 第四話     |          | 由異國之味知己之境遇 | 待田堂子 | 岡村天齋        | 鳥井聖美                            | 上竹哲郎                                                        | 西畑            |
| 第五話     |          | 來到學校的男人       | 森田繁   | 平松禎史        | 高橋正典                            | 宮下雄二                                                        | 石井百合子      |
| 第六話     |          | 舞於神通之灘         | 森田繁   | 許琮            | 熨斗谷充孝                          | 向川原憲                                                        | 西畑            |
| 第七話     |          | 消失於黎明           | 檜垣亮   | 吉原正行        | 岩月甚                              | 小倉恭平、齊藤大輔 宮川智惠子、上村牧子 金情銀、沼田久美子      | 石井百合子      |
| 第八話     |          | 黑鷲之城             | 檜垣亮   | 細田直人        | 高橋正典                            | 宮下雄次、杉光登 野道佳代、佐野惠理 永田正美                    | 西畑            |
| 第九話     |          | 鬼嗤於石穴           | 檜垣亮   | 伊藤秀樹        | 伊藤秀樹                            | 三浦茉奈、鄭喆教                                                | 石井百合子      |
| 第十話     |          | 傲慢的俘虜           | 待田堂子 | 高橋正典        | 秦義人                              | 山崎敦子、山本径子                                              | 石井百合子 西畑 |
| 第十一話   |          | 沉眠於黑暗之真實     | 待田堂子 | 岡村天斎        | 菅沼芙實彥                          | 川面恒介、秋山有希                                              | -               |
| 第十二話   |          | 黑部之夏如見地獄     | 森田繁   | 許琮            | 許琮                                | 關口可奈味、大東百合惠 秋山有希、川面恆介 三浦茉奈              | -               |
| 第十三話   |          | 為廟會歌謠所喚       | 森田繁   | 鐮倉由實        | 神原敏昭                            | 佐藤友子、山本徑子 桝井一平                                     | 西畑            |
| 第十四話   |          | 舞於祭典的羅刹       | 檜垣亮   | 伊藤秀樹        | 岩月甚                              | 杉光登、三浦奈菜                                                | 石井百合子      |
| 第十五話   |          | 岔路口的盡頭         | 森田繁   | 今泉賢一        | 太田知章                            | 金銀善                                                          | 西畑            |
| 第十六話   |          | 再會隨水而去         | 森田繁   | 山本秀世        | 高橋正典                            | 川面垣介、秋山有希 杉光登、三浦奈菜                             | -               |
| 第十七話   |          | 鬼在雲端起舞         | 檜垣亮   | 柿本廣大 橘正紀 | 大西景介                            | 、門智昭 大東百合惠、上村牧子                                   | -               |
| 第十八話   |          | 消散於水煙之中       | 待田堂子 | 岡村天齋        | 太田知章                            | 三浦菜奈、杉光登 福井麻記                                       | 西畑            |
| 第十九話   |          | 鴻門宴               | 檜垣亮   | 許琮            | 今泉賢一                            | 山崎敦子、豬飼一幸                                              | 西畑            |
| 第二十話   |          | 富貴險中求           | 檜垣亮   | 平牧大輔        | 平牧大輔                            | 森島範子、秋山有希 佐竹秀幸、金弼康 伊藤奈美                    | 西畑            |
| 第二十一話 |          | 牙城落日             | 森田繁   | 許琮            | 岩月甚 許琮                         | 諏訪狀大、福井麻記 宮川智惠子、稻吉智重 森寛之                  | 西畑            |
| 第二十二話 |          | 鬼落淚雪中開         | 森田繁   | 坂田純一        | 高橋正典                            | 杉光登、三浦菜奈 森島範子                                       | 西畑            |
| 第二十三話 |          | 雪中蛙鳴             | 檜垣亮   | 菅沼芙實彥      | 太田知章                            | 金銀善、李芳遠                                                  | 石井百合子 西畑 |
| 第二十四話 |          | 血戰黑部大壩         | 檜垣亮   | 伊藤秀樹        | 伊藤秀樹                            | 森島範子、宮下雄次 秋山有希、杉光登 三浦菜奈、伊藤美奈 金弼康   | 西畑            |
| 第二十五話 |          | 鬼所見的夢           | 檜垣亮   | 今泉賢一 許琮   | 岩月甚 許琮                         | 諏訪狀大、 竹内由香里、杉光登 三浦奈菜、森川侑紀 宇津木勇       | 石井百合子 西畑 |
| 第二十六話 |          | 武士從不回頭         | 檜垣亮   | 岡村天齋        | 今泉賢一 高橋正典 太田知章 岡村天斎 | 杉光登、三浦菜奈 西畑、石井百合子 伊藤秀樹、秋山有希 大東百合惠 | 不適用          |

## 播放電視台
日本深夜動畫：下文記載的日本国内播放時間使用日本標準時間（UTC+9）表示。因為部分時間标识會採用30小时制，因此請留意这类超过24:00的时间，其實際播放時間為翌日清晨。
| 播放地區 | 播放電視台   | 播放日期                            | 播放時間（UTC+9）                                   | 所屬聯播網 | 備註                      |
| -------- | ------------ | ----------------------------------- | --------------------------------------------------- | ---------- | ------------------------- |
| 日本全國 | AT-X         | 2016年4月7日－9月29日               | 星期四 21時00分－21時30分                           | 衛星電視   | 製作委員會方式參與 有重播 |
| 東京都   | TOKYO MX     | 2016年4月7日－9月29日               | 星期四 22時00分－22時30分                           | 獨立局     | 製作委員會方式參與        |
| 日本全國 | BS11         | 2016年4月7日－9月29日               | 星期四 24時00分－24時30分                           | 衛星電視   | 『ANIME+』時段            |
| 兵庫縣   | SUN電視台    | 2016年4月7日－9月29日               | 星期四 24時30分－25時00分                           | 獨立局     |                           |
| 京都府   | 京都放送     | 2016年4月7日－9月29日               | 星期四 25時00分－25時30分                           | 獨立局     |                           |
| 富山縣   | 鬱金香電視台 | 2016年4月7日 2016年4月16日－10月1日 | 星期四 25時30分－26時00分 星期六 25時53分－26時23分 | 東京電視網 | 作品舞台 P.A.WORKS所在地  |

## 相關商品

### BD
| 卷數 | 發行日期       | 收錄話數       | 規格編號   | 封面人物               |
| ---- | -------------- | -------------- | ---------- | ---------------------- |
| 1    | 2016年10月19日 | 第1話－第6話   | PCXG-50561 | 劍之介、由希奈         |
| 2    | 2016年11月16日 | 第7話－第13話  | PCXG-50562 | 由希奈、美夏、小春     |
| 3    | 2016年12月21日 | 第14話－第19話 | PCXG-50563 | 湯姆、劍之介、蘇菲     |
| 4    | 2017年1月18日  | 第20話－第26話 | PCXG-50564 | 劍之介、由希奈、穆艾塔 |

### 廣播劇CD
於各卷BD收錄。內容為特別篇。
| 話數   | 標題 | 附贈BD卷數 |
| ------ | ---- | ---------- |
| 其之一 |      | 第1卷      |
| 其之二 |      | 第2卷      |
| 其之三 |      | 第3卷      |
| 其之四 |      | 第4卷      |

## 外部連結
- 電視動畫「KUROMUKURO」的官方網站 （页面存档备份，存于）（日語）
- 電視動畫「KUROMUKURO」官方的X（前Twitter）（日語）